# Hôpital marin d'Hendaye
L'hôpital marin d'Hendaye est un hôpital de l'Assistance publique - hôpitaux de Paris (AP-HP) situé à Hendaye (Pyrénées-Atlantiques).

## Présentation
Il fut construit en 1885 par l’Assistance Publique de Paris sur la côte atlantique pour créer un « sanatorium » destiné à recevoir les enfants parisiens.
Aujourd'hui il est spécialisé dans la prise en charge de patients adultes lourdement handicapés et porteurs de maladies rares neurologiques et endocrinologiques.
L'association Handiplage a été inspirée par la pratique de l'hôpital marin pour sa création.